# Gran Premio de Turquía de Motociclismo de 2005
El Gran Premio de Turquía de Motociclismo de 2005 fue la decimosexta prueba del Campeonato del Mundo de Motociclismo de 2005. Tuvo lugar en el fin de semana del 21 al 23 de octubre de 2005 en el Circuito de Estambul, situado en la ciudad de Estambul, Turquía. La carrera de MotoGP fue ganada por Marco Melandri, seguido de Valentino Rossi y Nicky Hayden. Casey Stoner ganó la prueba de 250cc, por delante de Dani Pedrosa y Hiroshi Aoyama. La carrera de 125cc fue ganada por Mike Di Meglio, Mattia Pasini fue segundo y Tomoyoshi Koyama tercero.

## Resultados MotoGP
| Pos | Piloto          | Constructor | Tiempo/Retirado | Grilla | Puntos |
| --- | --------------- | ----------- | --------------- | ------ | ------ |
| 1   | Marco Melandri  | Honda       | 41:44.139       | 2      | 25     |
| 2   | Valentino Rossi | Yamaha      | +1.513          | 4      | 20     |
| 3   | Nicky Hayden    | Honda       | +6.873          | 3      | 16     |
| 4   | Sete Gibernau   | Honda       | +12.420         | 1      | 13     |
| 5   | Carlos Checa    | Ducati      | +26.963         | 9      | 11     |
| 6   | Toni Elías      | Yamaha      | +29.105         | 6      | 10     |
| 7   | Colin Edwards   | Yamaha      | +29.255         | 5      | 9      |
| 8   | Makoto Tamada   | Honda       | +33.345         | 7      | 8      |
| 9   | Alex Barros     | Honda       | +33.790         | 8      | 7      |
| 10  | Shinya Nakano   | Kawasaki    | +44.225         | 10     | 6      |
| 11  | Chris Vermeulen | Honda       | +46.099         | 11     | 5      |
| 12  | Max Biaggi      | Honda       | +50.184         | 12     | 4      |
| 13  | Olivier Jacque  | Kawasaki    | +56.766         | 13     | 3      |
| 14  | Rubén Xaus      | Yamaha      | +1:01.360       | 16     | 2      |
| 15  | John Hopkins    | Suzuki      | +1:03.391       | 14     | 1      |
| 16  | Roberto Rolfo   | Ducati      | +1:17.654       | 17     |        |
| 17  | Franco Battaini | Blata       | +1 Lap          | 19     |        |
| 18  | James Ellison   | Blata       | +1 Lap          | 18     |        |
| Ret | Shinichi Itoh   | Ducati      | Retirement      | 15     |        |

## Resultados 250cc
| Pos | Piloto            | Constructor | Tiempo/Retirado | Grilla | Puntos |
| --- | ----------------- | ----------- | --------------- | ------ | ------ |
| 1   | Casey Stoner      | Aprilia     | 39:28.243       | 2      | 25     |
| 2   | Dani Pedrosa      | Honda       | +0.093          | 4      | 20     |
| 3   | Hiroshi Aoyama    | Honda       | +11.647         | 3      | 16     |
| 4   | Jorge Lorenzo     | Honda       | +21.861         | 7      | 13     |
| 5   | Andrea Dovizioso  | Honda       | +21.940         | 8      | 11     |
| 6   | Héctor Barberá    | Honda       | +22.258         | 6      | 10     |
| 7   | Alex de Angelis   | Aprilia     | +43.755         | 1      | 9      |
| 8   | Roberto Locatelli | Aprilia     | +44.105         | 9      | 8      |
| 9   | Sylvain Guintoli  | Aprilia     | +48.918         | 13     | 7      |
| 10  | Chaz Davies       | Aprilia     | +54.376         | 17     | 6      |
| 11  | Alex Baldolini    | Aprilia     | +54.651         | 16     | 5      |
| 12  | Alex Debón        | Honda       | +59.791         | 12     | 4      |
| 13  | Andrea Ballerini  | Aprilia     | +1:00.082       | 22     | 3      |
| 14  | Mirko Giansanti   | Aprilia     | +1:00.225       | 23     | 2      |
| 15  | Jakub Smrž        | Honda       | +1:00.338       | 19     | 1      |
| 16  | Dirk Heidolf      | Honda       | +1:28.084       | 21     |        |
| 17  | Mathieu Gines     | Aprilia     | +1:34.665       | 25     |        |
| 18  | Arturo Tizón      | Honda       | +1:45.487       | 24     |        |
| 19  | Erwan Nigon       | Aprilia     | +1 Lap          | 26     |        |
| 20  | Zheng Peng Li     | Aprilia     | +1 Lap          | 28     |        |
| 21  | Nicklas Cajback   | Yamaha      | +1 Lap          | 30     |        |
| Ret | Yuki Takahashi    | Honda       | Retirement      | 11     |        |
| Ret | Arnaud Vincent    | Fantic      | Retirement      | 27     |        |
| Ret | Zhu Wang          | Aprilia     | Retirement      | 29     |        |
| Ret | Simone Corsi      | Aprilia     | Retirement      | 15     |        |
| Ret | Martín Cárdenas   | Aprilia     | Retirement      | 18     |        |
| Ret | Taro Sekiguchi    | Aprilia     | Retirement      | 20     |        |
| Ret | Steve Jenkner     | Aprilia     | Retirement      | 14     |        |
| Ret | Sebastián Porto   | Aprilia     | Retirement      | 5      |        |
| Ret | Randy de Puniet   | Aprilia     | Retirement      | 10     |        |

## Resultados 125cc
| Pos | Piloto                   | Constructor | Tiempo/Retirado | Grilla | Puntos |
| --- | ------------------------ | ----------- | --------------- | ------ | ------ |
| 1   | Mike Di Meglio           | Honda       | 39:50.377       | 6      | 25     |
| 2   | Mattia Pasini            | Aprilia     | +0.105          | 4      | 20     |
| 3   | Tomoyoshi Koyama         | Honda       | +0.156          | 7      | 16     |
| 4   | Gábor Talmácsi           | KTM         | +0.271          | 8      | 13     |
| 5   | Thomas Lüthi             | Honda       | +0.417          | 1      | 11     |
| 6   | Marco Simoncelli         | Aprilia     | +5.752          | 9      | 10     |
| 7   | Fabrizio Lai             | Honda       | +6.148          | 11     | 9      |
| 8   | Ángel Rodríguez Campillo | Honda       | +6.294          | 15     | 8      |
| 9   | Joan Olivé               | Aprilia     | +6.611          | 14     | 7      |
| 10  | Andrea Iannone           | Aprilia     | +17.119         | 21     | 6      |
| 11  | Manuel Poggiali          | Gilera      | +17.554         | 17     | 5      |
| 12  | Álvaro Bautista          | Honda       | +21.232         | 16     | 4      |
| 13  | Lukáš Pešek              | Derbi       | +21.466         | 10     | 3      |
| 14  | Sandro Cortese           | Honda       | +42.207         | 25     | 2      |
| 15  | Dario Giuseppetti        | Aprilia     | +42.798         | 26     | 1      |
| 16  | Nicolás Terol            | Derbi       | +47.875         | 19     |        |
| 17  | Aleix Espargaró          | Honda       | +47.915         | 23     |        |
| 18  | Karel Abraham            | Aprilia     | +48.240         | 22     |        |
| 19  | Jordi Carchano           | Aprilia     | +48.367         | 24     |        |
| 20  | Pablo Nieto              | Derbi       | +48.693         | 20     |        |
| 21  | Mateo Túnez              | Aprilia     | +48.940         | 32     |        |
| 22  | Jules Cluzel             | Honda       | +1:07.174       | 28     |        |
| 23  | Gioele Pellino           | Malaguti    | +1:07.453       | 33     |        |
| 24  | Imre Tóth                | Aprilia     | +1:12.930       | 27     |        |
| 25  | Manuel Hernández         | Aprilia     | +1:13.742       | 30     |        |
| 26  | Sascha Hommel            | Honda       | +1:36.276       | 35     |        |
| Ret | Mika Kallio              | KTM         | Retirement      | 3      |        |
| Ret | Alexis Masbou            | Honda       | Retirement      | 13     |        |
| Ret | Federico Sandi           | Honda       | Retirement      | 29     |        |
| Ret | Lorenzo Zanetti          | Aprilia     | Retirement      | 18     |        |
| Ret | David Bonache            | Honda       | Retirement      | 34     |        |
| Ret | Héctor Faubel            | Aprilia     | Retirement      | 2      |        |
| Ret | Sergio Gadea             | Aprilia     | Retirement      | 5      |        |
| Ret | Daniel Saez              | Aprilia     | Retirement      | 31     |        |
| Ret | Raffaele de Rosa         | Aprilia     | Retirement      | 12     |        |